# Višnjice
Višnjice (Servisch cyrillisch Вишњице) is een plaats in de Servische gemeente Sjenica. De plaats telt 41 inwoners (2002).